# Yamada Bimyō
Yamada Bimyō (山田 美妙), né Yamada Taketarō (山田 武太郎) le 25 août 1868 dans le quartier Kanda de l'arrondissement Chiyoda de Tokyo - mort le 24 octobre 1910, est un écrivain, poète et critique littéraire japonais. Son nom véritable est Yamada Taketarō (山田 武太郎). L'écrivain Kanō Ichirō (* 1928) est l'oncle de Yamada et son grand-père du côté paternel est le poète Sakuramoto Yoshikaze
Jim Reichert, auteur de Yamada Bimyō: Historical Fiction and Modern Love, écrit que Bimyō est l'« un des réformateurs littéraires les plus influents des années 1880 » qui « joue un rôle déterminant » dans la création du reikishi shōsetsu, forme moderne du roman historique japonais. Selon Reichert, au cours des années 1880, le public perçoit Bimyō comme étant « à l'avant-garde du mouvement de réforme littéraire, offrant une stratégie nouvelle et excitante pour la réforme de la littérature japonaise ».
Louis Frédéric, auteur de la Japan Encyclopedia (en), écrit que Bimyō est, avec Kōda Rohan, « l'auteur le plus représentatif » de la première école littéraire moderne à paraître dans le Japon de l'ère Meiji.

## Histoire
Bimyō fait partie du groupe littéraire Ken'yūsha (« Amis de la pierre à encre ») formé en février 1885 en compagnie d'Ozaki Kōyō, Ishibashi Shian et Maruoka Kyūka.
Bimyō épouse l'écrivaine Inabune Tazawa (Kin Tazawa) après qu'elle s'est rendue à Tokyo pour le rencontrer. La situation financière de Bimyō à l'époque est précaire tandis que la famille d'Inabune est aisée. Yukiko Tanaka, auteur de Women Writers of Meiji and Taisho Japan: Their Lives, Works and Critical Reception, 1868-1926, affirme que le mariage n'aurait pas eu lieu si la situation financière n'avait pas été ce qu'elle était.
Bimyō entretient des relations extra-conjugales et répond à Ozaki Kōyō qui le critique pour cela, qu'il le fait pour améliorer ses capacités artistiques. Le mariage attire la curiosité de la presse et au bout de trois mois, ils divorcent et Inafune est contrainte de retourner vivre chez ses parens.
Ses relations avec ses collègues finissent par se détériorer. L'ex-épouse de Bimyō meurt et plusieurs journaux rapportent qu'elle s'est suicidée. Melek Ortabasi, auteur de Tazawa Inabune (1874-1896), écrit que la mort d'Inafune a mis « en grande partie » un terme à la carrière de Bimyō en raison des critiques que celui-ci a reçu relativement à la façon dont il avait traité Inafune.
Bimyō meurt à l'âge de 42 ans alors que sa situation économique est difficile. En 2006 Reichert indique que Bimyō a « sombré dans un oubli relatif ».

## Style
Tomi Suzuki, auteur de Narrating the Self: Fictions of Japanese Modernity, écrit que le style de Bimyō « était en fait éloigné des langues parlées de l'époque ». Bimyō préfère le gembun-itchi, ce qui signifie une langue parlée et écrite unificatrice et utilise également des caractéristiques de la littérature occidentale, dont les différentes personnes grammaticales, les ellipses, la voix passive, la personnification et les styles occidentaux denses. Il écrit en 1889 un article en soutien du genbun-itchi.

## Ouvrages
- Shōnen Sugata (« Sur la beauté des jeunes », 1885-1886) - Recueil de poèmes[2]
- Musashino (武蔵野?) « Plaine de Musashi », 1887) - Première parution dans les numéros de novembre et décembre du Yomiuri Shimbun[10].
- Kochō (« Papillon », 1889)[2].
- « Aperçu de la théorie du genbun-itchi » (Genbun-itchi ron gairyaku, 1889)
  - L'auteur compare et oppose le genbun-itchi et le futsūbun, ou langue écrite standard[1].
- Josō no tantei (女装の探偵?), 1902)
- Chi no namida (地の涙?), 1903)
- Shōsetsu hane neke tori (小説・羽ぬけ鳥?), 1903)
- Sabigatana (さびがたな?), 1903)
- Bakin no bunsho ryakuhyo (« Brefs commentaires sur les écrits de Bakin »)

## Recueils
- Natsukodachi - Musashino fait partie de ce recueil[10].

## Source de la traduction
- (en) Cet article est partiellement ou en totalité issu de l’article de Wikipédia en anglais intitulé « Yamada Bimyō » (voir la liste des auteurs).